# Stefania di Barbaron
Stefania di Barbaron (1217 circa – 1249) è stata regina consorte di Cipro, dal 1237 alla sua morte.

## Biografia

### Infanzia

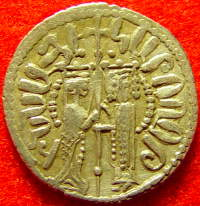
Moneta raffigurante il re Aitone I d'Armenia con la regina Zabel

Sia secondo il Recueil des historiens des croisades. Historiens occidentaux. Tome second, che secondo Les familles d'outre-mer, Stefania era sorella di Aitone I (1215 † 1270), re della Piccola Armenia, che sia secondo il Vahram's Chronicle of the Armenian Kingdom in Cilicia, che la Chronique du Royaume arménien de la Cilicie, era figlio del signore di Barbaron e Partzerpert, Costantino di Barbaron, un potente nobile armeno, che fu anche reggente del regno armeno di Cilicia e di Alice (o Partzapert) di Lampron figlia di Aitone III signore di Lampron e della rupenide Rita, cugina di terzo grado di Leone III.
Costantino di Barbaron era figlio di Vacaghk, signore di Barbaron, di una ramo cadetto della famiglia degli Hetumidi.

### Matrimonio

Ritratto di Enrico I di Cipro nella Basilica di Santa Caterina d'Alessandria, Galatina

Secondo Les familles d'outre-mer, Stefania, nel 1237, fu data in moglie al re di Cipro, Enrico I (1218 † 1253), che sia secondo Les familles d'outre-mer, che il Recueil des historiens des croisades. Historiens occidentaux. Tome second, Enrico era l'unico figlio maschio del secondo re di Cipro della dinastia dei Lusignano, Ugo I e di Alice di Champagne, che, ancora secondo il Recueil des historiens des croisades. Historiens occidentaux. Tome second, era la figlia secondogenita della regina di Gerusalemme, Isabella di Gerusalemme e del suo terzo marito, il conte di Champagne, Enrico II, che, secondo la Chronica Albrici Monachi Trium Fontium, Enrico era il figlio maschio primogenito del Conte di Champagne (conte di Troyes e conte di Meaux) e di Brie, Enrico I il Liberale e di Maria di Francia, che, sia secondo il cronista e monaco benedettino inglese, Matteo di Parigi, che secondo la Chronica Albrici Monachi Trium Fontium, Maria era la figlia primogenita di Luigi VII, detto il Giovane, re di Francia, e della duchessa d'Aquitania e Guascogna e contessa di Poitiers, Eleonora d'Aquitania, che, ancora secondo la Chronica Albrici Monachi Trium Fontium, era la figlia primogenita del duca di Aquitania, duca di Guascogna e conte di Poitiers, Guglielmo X il Tolosano e della sua prima moglie, Aénor di Châtellerault († dopo il 1130), figlia del visconte Americo I di Châtellerault e della Maubergeon, che al momento della sua nascita era l'amante di suo nonno Guglielmo IX il Trovatore. 
Stefania, secondo il Recueil des historiens des croisades. Historiens occidentaux. Tome second, fu incoronata regina, nel 1238.

### Morte
Non si hanno notizie circa la morte di Stefania, che avvenne nella primavera/estate del 1249

### Fonti primarie
- (LA)  Monumenta Germaniae Historica, Scriptores, tomus XXIII.
- (EN)  Vahram's Chronicle of the Armenian Kingdom in Cilicia.
- (FR)  Recueil des historiens des croisades. Historiens occidentaux. Tome second.
- (IT)  Chroniques d'Amadi et de Strambaldi. T. 1.
- (IT)  Chronique de l'Île de Chypre.
- (FR)  Chronique du Royaume arménien de la Cilicie.

### Letteratura storiografica
- (FR)  Les familles d'outre-mer.